# Hylidae
Famille
Les Hylidae sont une famille d'amphibiens. Elle a été décrite par Constantine Samuel Rafinesque en 1815.

## Répartition

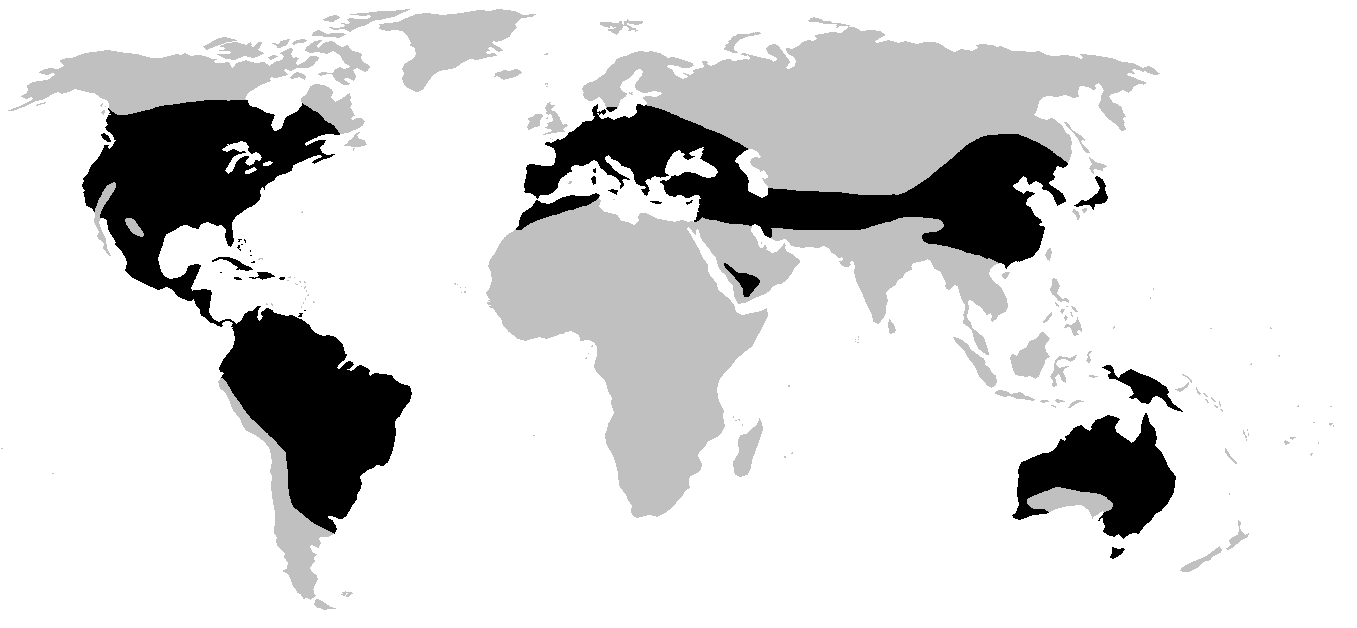
Aire de répartition des Hylidae, Phyllomedusidae et Pelodryadidae.

Les Hylidae se rencontrent en Amérique, en Eurasie tempérée et dans l'extrême Nord de l'Afrique.

## Caractéristiques
La plupart des Hylidae mènent une vie arboricole. Leurs yeux, tournés vers l'avant, leur confèrent le bénéfice de la vision binoculaire. Leurs doigts et orteils sont pourvus de pastilles adhésives ce qui leur permet de grimper aisément sur les végétaux[réf. nécessaire]. Toutefois certaines espèces ont une vie essentiellement terrestre et ne possèdent pas ces particularités[réf. nécessaire].
Leur alimentation est composée d'insectes et autres invertébrés, mais certaines espèces de grande taille peuvent se nourrir de petits vertébrés[réf. nécessaire].
La ponte a lieu dans les mares, étangs ou flaques d'eau, mais également dans de petites cavités remplies d'eau comme les trous d'arbres ou le cœur de plantes comme les broméliacées. Mais il existe de nombreux autres modes de reproduction. C'est ainsi que certaines espèces pondent sur la face interne de feuilles surplombant un plan d'eau, les têtards tombant alors dans l'eau lors de l'éclosion. D'autres préfèrent les cours d'eau rapide ; les têtards présentant alors des ventouses leur permettant de se fixer sur les rochers. Plus atypique le cas de certaines espèces sud-américaines où la femelle porte les œufs sur son dos, voire disposent d'une poche spécifique (genre Hemiphractus) dans laquelle les œufs se développent[réf. nécessaire].

## Liste des sous-familles et genres
Selon Amphibian Species of the World (4 juin 2017) :
- sous-famille Acridinae Mivart, 1869
  - genre Acris Duméril & Bibron, 1841
  - genre Hyliola Mocquard, 1899
  - genre Pseudacris Fitzinger, 1843
- sous-famille Cophomantinae Hoffman, 1878
  - genre Aplastodiscus Lutz, 1950
  - genre Boana Gray, 1825
  - genre Bokermannohyla Faivovich, Haddad, Garcia, Frost, Campbell, & Wheeler, 2005
  - genre Colomascirtus Duellman, Marion, & Hedges, 2016
  - genre Hyloscirtus Peters, 1882
  - genre Myersiohyla Faivovich, Haddad, Garcia, Frost, Campbell, & Wheeler, 2005
  - espèce "Hyla" nicefori (Cochran & Goin, 1970)
- sous-famille Dendropsophinae Fitzinger, 1843
  - genre Dendropsophus Fitzinger, 1843
  - genre Xenohyla Izecksohn, 1998
- sous-famille Hylinae Rafinesque, 1815
  - genre Anotheca Smith, 1939
  - genre Bromeliohyla Faivovich, Haddad, Garcia, Frost, Campbell, & Wheeler, 2005
  - genre Charadrahyla Faivovich, Haddad, Garcia, Frost, Campbell, & Wheeler, 2005
  - genre Diaglena Cope, 1887
  - genre Dryophytes Fitzinger, 1843
  - genre Duellmanohyla Campbell & Smith, 1992
  - genre Ecnomiohyla Faivovich, Haddad, Garcia, Frost, Campbell, & Wheeler, 2005
  - genre Exerodonta Brocchi, 1879
  - genre Hyla Laurenti, 1768
  - genre Isthmohyla Faivovich, Haddad, Garcia, Frost, Campbell, & Wheeler, 2005
  - genre Megastomatohyla Faivovich, Haddad, Garcia, Frost, Campbell, & Wheeler, 2005
  - genre Plectrohyla Brocchi, 1877
  - genre Ptychohyla Taylor, 1944
  - genre Rheohyla Duellman, Marion, & Hedges, 2016
  - genre Sarcohyla Duellman, Marion, & Hedges, 2016
  - genre Smilisca Cope, 1865
  - genre Tlalocohyla Faivovich, Haddad, Garcia, Frost, Campbell, & Wheeler, 2005
  - genre Triprion Cope, 1866
- sous-famille Lophyohylinae Miranda-Ribeiro, 1926
  - genre Aparasphenodon Miranda-Ribeiro, 1920
  - genre Argenteohyla Trueb, 1970
  - genre Corythomantis Boulenger, 1896
  - genre Dryaderces Jungfer, Faivovich, Padial, Castroviejo-Fisher, Lyra, Berneck, Iglesias, Kok, MacCulloch, Rodrigues, Verdade, Torres-Gastello, Chaparro, Valdujo, Reichle, Moravec, Gvoždík, Gagliardi-Urrutia, Ernst, De la Riva, Means, Lima, Señaris, Wheeler, & Haddad, 2013
  - genre Itapotihyla Faivovich, Haddad, Garcia, Frost, Campbell, & Wheeler, 2005
  - genre Nyctimantis Boulenger, 1882
  - genre Osteocephalus Steindachner, 1862
  - genre Osteopilus Fitzinger, 1843
  - genre Phyllodytes Wagler, 1830
  - genre Phytotriades Jowers, Downieb, & Cohen, 2009
  - genre Tepuihyla Ayarzagüena, Señaris, & Gorzula, 1993
  - genre Trachycephalus Tschudi, 1838
- sous-famille Pseudinae Fitzinger, 1843
  - genre Lysapsus Cope, 1862
  - genre Pseudis Wagler, 1830
  - genre Scarthyla Duellman & de Sá, 1988
- sous-famille Scinaxinae Duellman, Marion, & Hedges, 2016
  - genre Julianus Duellman, Marion, & Hedges, 2016
  - genre Ololygon Fitzinger, 1843
  - genre Scinax Wagler, 1830
  - genre Sphaenorhynchus Tschudi, 1838
- Incertae Sedis :
  - espèce "Hyla" imitator (Barbour & Dunn, 1921)

## Taxinomie
Cette famille a été redéfinie par Duellman, Marion et Hedges en 2016, les Phyllomedusinae et les Pelodryadinae ont été élevées au rang de famille, les Phyllomedusidae et les Pelodryadidae.

## Publication originale
- Rafinesque, 1815 : Analyse de la nature ou tableau de l'univers et des corps organisés. Palermo, p. 1-224 (texte intégral).